# Нандин, Дилан
Ди́лан Алекса́ндер Нанди́н Берру́тти (исп. Dylan Alenxader Nandín Berrutti; род. 28 февраля 2002, Монтевидео) — уругвайский футболист, нападающий клуба «Расинг», выступающий на правах аренды за клуб «Арока».

## Клубная карьера
Нандин — воспитанник клуба «Серро». 7 февраля 2021 года в матче против столичного «Прогресо» он дебютировал в уругвайской Примере. По итогам сезона клуб вылетел из  элиты, но игрок остался в команде. 11 июня в матче против «Дефенсор Спортинг» он дебютировал в уругвайской Сегунде. 3 ноября в поединке против «Уругвай Монтевидео» Дилан забил свой первый гол за «Серро». В 2022 году он помог команде вернуться в элиту. 

## Международная карьера
В 2023 году в составе олимпийской сборной Уругвая Нандин принял участие в Панамериканских играх в Чили. На турнире он сыграл в матчах против команд Доминиканской Республики, Чили, Мексики и Колумбии.